# 財部実秀

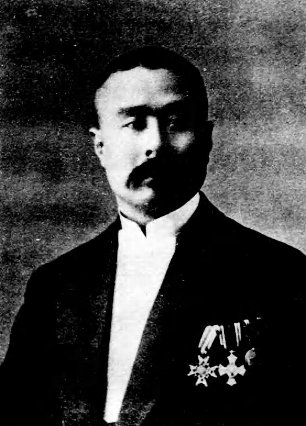
財部実秀

財部 実秀（たからべ さねひで、1875年（明治8年）1月21日 - 1968年（昭和43年）4月8日）は、日本の内務・警察官僚、政治家。官選島根県知事、都城市長、千葉市長。

## 経歴
宮崎県北諸県郡下長飯村（現：都城市）出身。財部実篤の長男として生まれる。第五高等学校を卒業。1903年7月、東京帝国大学法科大学を卒業。同年11月、文官高等試験行政科試験に合格。同年12月、内務省に入省し神奈川県警部となる。
1904年6月、警視庁属兼同警部に就任。以後、警視庁警視・小松川警察署長、麻布区警察署長、秋田県事務官・第四部長、同事務官・警察部長、北海道庁事務官・警察部長、北海道庁警察部長、福島県内務部長、鳥取県内務部長などを経て、1917年10月、広島県内務部長となる。
1919年6月、島根県知事に就任。島根県産業十年計画の推進に尽力。1923年10月に知事を休職となる。1924年11月13日、都城市長に就任が内定したため依願免本官となり退官した。
1924年11月13日、初代都城市長に就任。市勢振興調査会設置、都城称号550年祭挙行、町名改正などを実施。その後、千葉市長を1932年7月から1933年8月まで務めた。
戦後、公職追放となった。妻は田中建三郎の次女・梅子。